# Ys: Memories of Celceta
Ys: Memories of Celceta (イース セルセタの樹海 Īsu Seruseta no Jukai?,  conocido como Ys: Foliage Ocean in Celceta en japonés e Ys IV: Memories of Celceta de manera no oficial) es un juego de rol de acción desarrollado por Nihon Falcom, y el tercero de la serie Ys IV. El juego fue lanzado originalmente para la PlayStation Vita en Japón en septiembre de 2012, y posteriormente en Norteamérica por Xseed Games en noviembre de 2013, y en las regiones PAL por NIS America en febrero de 2014. Una versión para Windows fue lanzada en China en 2015, y en todo el mundo en julio de 2018. Una versión para PlayStation 4 fue lanzada en Japón en mayo de 2019, y en Norteamérica y Europa en junio de 2020.
Memories of Celceta es identificado por Nihon Falcom como el cuarto juego canónico de la serie, después de haber subcontratado el desarrollo de Ys IV: Mask of the Sun e Ys IV: The Dawn of Ys en los años 90. El juego sigue al habitual protagonista de la serie, Adol Christin, que comienza el juego con amnesia, mientras explora los bosques de Celceta con sus compañeros. Otro de los titulos de la saga sería Ys IV: The Dawn of Ys.

## Jugabilidad
La jugabilidad de Memories of Celceta es similar a la de otros títulos de Ys, ya que se trata de un juego de rol de acción con combates en tiempo real. Además de un botón de ataque estándar, se pueden utilizar movimientos especiales llamados Habilidades pulsando ciertas combinaciones de botones. Durante la mayor parte del juego, el protagonista principal, Adol, está acompañado por Duren, pero otros miembros del grupo también se unen en diferentes momentos. Cada miembro tiene un tipo de ataque específico clasificado en tres tipos: Tajo, Golpe y Perforación. Algunos enemigos son débiles contra un determinado tipo de ataque y son resistentes a los otros dos; otros enemigos no tienen ninguna debilidad en particular y, por tanto, cualquier tipo de ataque es eficaz. Se puede utilizar un máximo de tres personajes a la vez, y se puede cambiar sobre la marcha. Cada personaje tiene un poderoso movimiento llamado movimiento EXTRA que sólo puede usarse cuando el medidor está lleno. Se pueden equipar varios accesorios que otorgan diversas bonificaciones pasivas. Las ocho estadísticas diferentes de las armas y armaduras se pueden personalizar reforzándolas con diferentes minerales y materiales vegetales y animales. Además, los jugadores pueden intentar parar los ataques, evadirlos poco antes de que caigan, o adoptar una postura defensiva para reducir el daño recibido. Un parry exitoso se conoce como guardia flash, anula sólo el daño del golpe parado, gana puntos de habilidad y convierte cualquier réplica exitosa en ataques críticos. Una evasión exitosa poco antes de que caiga se conoce como movimiento flash, hace que el grupo sea temporalmente invencible y ralentiza al enemigo. Además, el juego hace uso de la pantalla táctil y del panel táctil trasero para proporcionar funciones útiles.

## Trama
El juego tiene lugar un año después de los acontecimientos de Ys II, y aproximadamente un año antes de Ys: The Oath in Felghana. El juego está ambientado en la tierra de Celceta, y comienza cuando el protagonista de la serie, Adol Christin, llega a la ciudad de Casnan con amnesia por motivos desconocidos. Entonces, se encuentra con un traficante de información, Duren, que asegura haberlo conocido antes. La Gobernadora General Griselda, la gobernante local, contrata entonces a Adol y a Duren para que exploren Celceta y dibujen un mapa de la misma porque ni ella ni su gobierno tienen un mapa completo de la zona.
Mientras explora el bosque, Adol recupera poco a poco los recuerdos de sus anteriores encuentros. Él y Duren exploran las aldeas locales y conocen a Karna, un guerrero de la aldea de Comodo, y a Ozma, el líder de la aldea de Selray. Adol ya se había encontrado con ambos, pero no recordaba haberlos conocido. Tanto Karna como Ozma se unen a Adol. También conocen a los personajes antagónicos Bami, una bruja que había estado secuestrando a los aldeanos de Comodo y controlándolos con máscaras mágicas, incluido el hermano de Karna, Remnos, y Gadis, un domador de bestias que atacó Selray e intentó llevarse sus Spardas, bestias que los aldeanos de Selray consideran sagradas. Adol también conoce a Gruda, un oficial del ejército romun, que simpatiza con la exploración de Adol.
Finalmente, el grupo de Adol llega a Highland, un pueblo cercano a algo llamado la Torre de la Providencia, donde vive un misterioso ser, al que los lugareños se refieren como un "dios", llamado Eldeel. También conocen a Calilica, la hija del jefe del pueblo, y a Leeza, una apóstol de Eldeel. Leeza explica que la pérdida de memoria de Adol se debe a Eldeel, pero que no debería haber perdido todos sus recuerdos. Con la ayuda de Calilica, que también se une al grupo, llegan a la Torre y se encuentran con Eldeel, un ser blanco alado. Eldeel revela que es un dios real y que ha ayudado a la humanidad a avanzar en el pasado, y que también ha conocido a Adol, pero que actualmente está enfermo. Se transforma brevemente en un ser alado negro con una personalidad malévola, exigiendo a Adol que le devuelva algo llamado la "Máscara del Sol", y se desmaya, volviendo sus alas a ser blancas.
Inmediatamente después, Adol y el grupo regresan a Tierras Altas y la encuentran bajo el ataque de Gruda, Bami, Gadis y un ejército de enmascarados, entre los que se encuentra Remnos, el hermano de Karna, que actúa por voluntad propia. El grupo de Adol repele el ataque, no sin antes enterarse de que las máscaras creadas por Bami son copias de la Máscara del Sol, que está escondida en algún lugar del bosque. El grupo llega a la aldea de Danan y conoce a Frieda, una guerrera de la aldea. Se revela que Danan es el hogar de un grupo de Darklings, personas que se rebelaron contra los dioses hace siglos y están tratando de arrepentirse de sus crímenes. Duren revela que es de Danan y que en realidad ha estado protegiendo a Adol todo el tiempo. También se les muestra que la Máscara del Sol está sellada en Danan. Poco después, aparece Gruda, que revela que también es de Danan y que quiere utilizar la Máscara para acceder a algo llamado los Registros Akásicos, o los planos del mundo, y reescribir la realidad en beneficio de los humanos. Gruda roba la máscara y el grupo, junto con Frieda, lo persigue hasta Elduke, donde los Registros están sellados.
En Elduke, se muestra que Gruda y Eldeel están trabajando juntos. Usando la Máscara, entran en Elduke pero dejan a Adol y al grupo encerrados fuera. También aprenden de un ser llamado Grand Roo de la Máscara de la Luna, que puede devolver a Eldeel a la normalidad. Recogen la Máscara de la Luna, luchando y derrotando a Bami y Gadis por el camino. Remnos también revela que estuvo del lado de Adol todo el tiempo y que trató de detener al grupo de Gruda desde dentro, pero fracasó. Adol y el grupo utilizan la Máscara de la Luna para entrar en Elduke y enfrentarse y derrotar a Eldeel, utilizando la máscara de la luna para curarlo, sellando su malvada personalidad. Adol y el grupo también acaban derrotando a Gruda, que había utilizado la Máscara del Sol para absorber el poder de los Registros Akásicos en su interior.
Sin más opciones, Eldeel hace que el grupo destruya la Máscara del Sol arrojándola al Monte Vesuvio, un volcán. Si destruyen la máscara, nadie más podrá acceder a los Registros de nuevo. Luchan hasta llegar al volcán. En la cima, Adol lucha y destruye una sombra de Gruda, destruyéndolo definitivamente. También consigue destruir la máscara. Adol es rescatado del volcán antes de que explote. En un flashback, Eldeel concede a Adol el título de "aventurero", al que Adol se refiere posteriormente en sus aventuras. Después, el grupo se separa y sigue con su vida normal.

## Recepción
Ys: Memories of Celceta ha recibido una acogida "generalmente positiva", según el agregador de críticas Metacritic.
Wesley Ruscher, de Destructoid, ha puntuado el juego con un 9,5/10. Elogió la escritura, la música y los coloridos gráficos, y describió el combate como una versión más "rápida y frenética" de lo que se encuentra en la serie Zelda, sin llegar a ser "excesivamente complicado". Ruscher apreció la jugabilidad "racionalizada y eficiente", como los sistemas simplificados de creación y búsqueda, los movimientos especiales con un solo botón y una mecánica de viaje rápido y puntos de ruta que evita que el retroceso se convierta en algo tedioso.
Kimberley Wallace, de Game Informer, dio a Memories of Celceta un 8,50/10. Apreció que el combate requiriera estrategia y reflexión, en lugar de machacar botones sin sentido, y que produjera diferentes efectos y recompensas según el estilo de juego, sin dejar de ser "fácil de aprender". Wallace consideró que sus decisiones en el sistema de artesanía "fácil de entender" le permitieron "hacer que las batallas se desarrollaran rápidamente", mientras que las habilidades únicas de los miembros del grupo se utilizaron bien tanto en las mazmorras como durante el combate. Sin embargo, la trama le pareció "tópica" y "poco interesante", y el sistema de viaje rápido fue demasiado engorroso hasta la mitad del juego.
Bradly Hale, de Hardcore Gamer, dio al juego una puntuación de 4,5/5, calificándolo como "uno de los RPG más preciados de la Vita y, siendo realistas, uno de sus mejores títulos".
La versión para PlayStation 4 de Ys: Memories of Celceta fue el juego más vendido durante su primera semana de lanzamiento en Japón, con 13.895 copias físicas vendidas.